# Alexandru Dan (Fußballspieler, 1928)
Alexandru Dan (* 1. Oktober 1928 in Arad; † 7. August 2013) war ein rumänischer Fußballspieler. Im Anschluss an seine aktive Laufbahn trat er insbesondere als Nachwuchstrainer in Erscheinung.

## Sportlicher Werdegang
Dan spielte in seiner sich bis 1963 erstreckenden Spielerkarriere für Unirea Arad, CSA Cluj, CSA Craiova und CFR Arad. Anschließend war er längere Zeit als Jugendtrainer beim mehrfachen Meister UTA Arad sowie zwischen 1964 und 1974 parallel für die Federația Română de Fotbal tätig, deren Juniorennationalmannschaft er trainierte.